# Солнечная улица (Москва)
Со́лнечная у́лица — улица в Южном административном округе города Москвы на территории района Царицыно. Соединяет собою Весёлую улицу с Луганской улицей. На перекрёстке с последней находится северный выход со станции метро Царицыно. В составе Москвы — с августа 1960 г.

## Описание
Солнечная улица является одной из самых маленьких улиц Москвы. Её длина менее 200 метров. На улице находится всего три нежилых дома.
С конца 1990-х годов и в 2022-2023 годах на участке улицы, прилегающей к Луганской улице, велись строительно-ремонтные работы, связанные с обеспечением работы метрополитена. В связи с чем участок Солнечной улицы был перекрыт для прохода и движения транспорта, что превратило Солнечную улицу в тупик.
Движение по улице было открыто в конце апреля 2015 года. В августе 2015 года на улице произведена замена асфальтового покрытия.

## Транспорт
Остановка автобусов 814, с823, н13 «Метро Царицыно» у восточного конца улицы.
Станция метро «Царицыно» и железнодорожная платформа «Царицыно».